# 1806 у літературі

## Народились
- 3 квітня — Кірєєвський Іван Васильович, російський релігійний філософ, літературний критик і публіцист (помер 1856).

## Померли
- 3 лютого — Нікола Ретиф де ла Бретон (фр. Nicolas Edme Restif de la Bretonne), французький письменник (народився 1734).
- 4 квітня — Карло Ґоцці (італ. Carlo Gozzi), італійський драматург (народився 1720).